# This Is Nightlife
„This Is Nightlife” – czternasty singel niemieckiego zespołu muzycznego Italobrothers, który został wydany 8 marca 2013 roku przez Zoo Digital.

## Lista utworów
- CD maxi–singel, digital download – singel promocyjny (8 marca 2013, 6 maja 2013)[1]

1. „This Is Nightlife” (Video Edit) – 2:42
2. „This Is Nightlife” (DJ Gollum Radio Edit) – 3:17
3. „This Is Nightlife” (Cody Radio Edit)	– 3:16
4. „This Is Nightlife” (Extended Mix) – 3:58
5. „This Is Nightlife” (DJ Gollum Remix)	– 5:03
6. „This Is Nightlife” (Cody Remix) – 5:11

## Teledysk
Teledysk do utworu wyreżyserowany przez Linę Schütze został wydany 13 marca 2013 roku.

## Notowania na listach przebojów
| Kraj/Region      | Lista (2013)       | Najwyższa pozycja |
| ---------------- | ------------------ | ----------------- |
| Finlandia        | Top 20 Singles     | 13                |
| Szwajcaria       | Singles Top 75     | 22                |
| Francja          | Top 200 Singles    | 24                |
| Belgia (Walonia) | Ultratop 50        | 25                |
| Austria          | Singles Top 75     | 26                |
| Dania            | Tracklisten Top 40 | 32                |
| Niemcy           | Top 100 Singles    | 41                |